# Alseodaphne velutina
Alseodaphne velutina är en lagerväxtart som beskrevs av E. Chevalier. Alseodaphne velutina ingår i släktet Alseodaphne och familjen lagerväxter. Inga underarter finns listade i Catalogue of Life.